# Сосна Лённрота
«Сосна́ Лённрота» — памятный знак в виде ствола вековой сосны, под которой по легенде в 1830-х годах в Ухте Элиас Лённрот записывал руны, обрядовые песни и былины, впоследствии лёгшие в основу эпоса «Калевала». Объект культурного наследия, памятник истории регионального значения.

## Описание
Памятник установлен в Калевале на улице Вяйнямёйнена на берегу озера Среднее Куйто. В основе памятника — высушенный гладкий ствол сосны без кроны с обрубленными ветвями. Ствол причудливо изогнут. Полировка ствола и его скрутка — естественные, обусловлены длительным воздействием ветров. Ствол укреплён на цементной подушке. Площадка вокруг ствола отсыпана небольшими камнями. У площадки установлена деревянная скамейка.

## История
По преданию, на одном из мысов Ухты (Калевалы), густо поросшем соснами, собирались старики и пели свои руны, рассказывали былины. Как раз под самой старой сосной и записал эти руны Э. Лённрот во время своих посещений Ухты в 1834, 1835 и 1836 годах. В связи со строительством плотины в 1956 году воды стали размывать песчаные берега мыса и подмыли корни этой сосны. К 1960-м годам сосна засохла.
Тогда возникла идея превратить эту реликтовую сосну в памятный знак. При содействии ленинградских и карельских специалистов дерево было отреставрировано, перемещено в центр посёлка и смонтировано у местного Дома культуры. Впоследствии оно было перенесено ещё раз — на улицу Вяйнямёйнена к берегу озера.
С 1970 года изображение «Сосны Лённрота» размещается на логотипе издательства «Карелия».